# Pamela Adlon
Pamela Adlon, född Pamela Fionna Segall den 9 juli 1966 i New York, är en amerikansk skådespelare, regissör och manusförfattare. Hon har även använt namnen Pamela Segall, Pamela S. Adlon och Pamela Segall Adlon. 
Hon hade en mindre roll i filmen Grease 2 1982 och var med i den amerikanska situationskomedin The Facts of Life säsongerna 1983 och 1984. Därefter har hon medverkat i mindre roller både på film och i TV både som skådespelare och röstskådespelare. 
Hennes första roll som röstskådespelare var i teveserien Rugrats 1990 och 2002 fick hon en Emmy för sin prestation i King of the Hill.
I TV-serien Californication från 2007 spelade hon en ledande roll som en av huvudpersonernas bästa vänner. Hon spelade en huvudroll i serien Lucky Louie som hustru till Louie, spelad av Louis CK år 2006. Serien sändes bara en säsong men i Louis CK:s  teveserie Louie har hon haft en återkommande roll och deltagit i både produktion och manusförfattande. Hennes samarbete med Louis CK fortsatte i samband med TV-serien Better Things, som de skapat tillsammans, där hon spelar den ledande huvudrollen Sam. För sin roll i Better Things har Adlon nominerats till såväl en Emmy Award som en Golden Globe Award. Serien sändes i fem säsonger mellan 2016 och 2022.
Mellan åren 1996 och 2010 var hon gift med författaren Felix O. Adlon, son till den tyske filmskaparen Percy Adlon, och de har tre barn tillsammans.

## Filmografi i urval
- 1982 – Grease 2
- 1983–1984 – Facts of Life (TV-serie)
- 1989 – Snacka går ju...
- 1989 – Kikis expressbud (röst)
- 1991 – Rugrats (TV-serie) (röst)
- 1992 – Fern Gully - Den sista regnskogen (röst)
- 1996 – Quack Pack (TV-serie) (röst)
- 1996 – En bädd av rosor
- 1997–2009 – King of the Hill (TV-serie) (röst)
- 1997–2001 – Rasten (TV-serie) (röst)
- 1997 – Prinsessan Mononoke (röst)
- 2001 – Rasten: Uppdrag rädda sommarlovet (röst)
- 2006 – Lucky Louie (TV-serie)
- 2007–2014 – Californication (TV-serie)
- 2008 – Tingeling (röst)
- 2010–2015 – Louie (TV-serie)
- 2010 – True Jackson (TV-serie)
- 2010 – Tingeling och älvornas hemlighet (röst)
- 2012 – Tingeling - Vingarnas hemlighet (röst)
- 2014 – Tingeling och piratfen (röst)
- 2014 – Tingeling - Legenden om Önskedjuret (röst)
- 2016–2022 – Better Things (TV-serie)
- 2018 – Bumblebee
- 2020 – Holler